# Legionarictis
Legionarictis — вимерлий рід хижих, що знайдений у таких країнах: Каліфорнія (1 колекція). Рід містить такі види: Legionarictis fortidens.